# Tommaso Cervioni
Tommaso Cervioni (Montalcino, 15 marzo 1672 – Roma, 9 gennaio 1742) è stato un arcivescovo cattolico e teologo italiano.

## Biografia
Entrato nell'ordine di Sant'Agostino, concluse gli studi ed insegnò teologia dogmatica in diverse facoltà italiane. Fu segretario generale e infine eletto priore generale dell'ordine agostiniano nel capitolo generale del 1721.
Fu nominato vescovo di Faenza nel giugno 1726 e consacrato da papa Benedetto XIII. Prima di prendere possesso della diocesi assistette all'elezione del suo successore.
Successivamente, venendo a mancare un nome per l'arcidiocesi di Lucca, fu scelto dal papa come futuro arcivescovo. La nomina, non gradita alla Repubblica di Lucca, durò solo 2 anni, poiché fu costretto a dimettersi da papa Clemente XII che preferì avvicinarlo a Roma, offrendogli la posizione di sacrista del Palazzo apostolico e la diocesi in partibus di Porfireone.
Morì a Roma il 9 gennaio 1742 e fu sepolto nella basilica di Sant'Agostino in Campo Marzio.

## Genealogia episcopale
La genealogia episcopale è:
- Cardinale Scipione Rebiba
- Cardinale Giulio Antonio Santori
- Cardinale Girolamo Bernerio, O.P.
- Arcivescovo Galeazzo Sanvitale
- Cardinale Ludovico Ludovisi
- Cardinale Luigi Caetani
- Cardinale Ulderico Carpegna
- Cardinale Paluzzo Paluzzi Altieri degli Albertoni
- Papa Benedetto XIII
- Arcivescovo Tommaso Cervioni, O.S.A.